# Mnet
Mnet är ett distribuerat filutrymme. Det betyder att varje nod i nätet har en del av filerna som ligger i nätet. Mnet är också ett emergent datornätverk vilket betyder att det består av människor som oberoende av varandra använder och kör sina noder.
Mnet är efterföljaren till MojoNation.

## Historia
Mnet började sin utveckling som MojoNation men då IT-bubblan sprack gick det inte att hitta ytterligare finansiering för projektet. Ägaren beslutade då att han ville att MojoNation skulle leva vidare och gav ut större delen av källkoden som öppen källkod. Mnet var fött.

## Användning
Det finns många intressanta saker som kan byggas på ett emergent nätverk. Just nu finns det bara en fildelningsmekanism med vilken man kan hämta och spara filer till Mnets filutrymme.